# Reagente químico
Um reagente químico ou reativo químico é uma espécie química usada numa reação química. Implica geralmente numa substância química que é adicionado com a finalidade de provocar um fenômeno químico. As substâncias inicialmente presentes num sistema e que se transformam em outras devido à ocorrência de uma reação química são denominadas reagentes. E as novas substâncias produzidas são chamadas produtos.

## Exemplos
Por exemplo, o  ácido clorídrico é um reagente químico que provoca a liberação de CO2 do carbonato de cálcio:
2 HCl + CaCO3 → CaCl2 + H2O + CO2 
Similarmente, o ácido clorídrico é um reagente químico que reage com o zinco produzindo gás hidrogênio, sendo o hidrogênio proveniente do ácido:
2 HCl + Zn → ZnCl2 + H2 
Na reação representada abaixo o sal (NaCl) e o nitrato de prata (AgNO3) são os reagentes e o nitrato de sódio (NaNO3) juntamente com o cloreto de prata (AgCl) são os produtos da reação.
NaCl + AgNO3 → NaNO3 + AgCl <
Classificar alguns dos produtos químicos envolvidos numa reação química como um “reagente” é na maioria das vezes uma questão de convenção ou perspectiva.